# 27289 Myrahalpin
27289 Myrahalpin este un asteroid din centura principală de asteroizi.

## Descriere
27289 Myrahalpin este un asteroid din centura principală de asteroizi. A fost descoperit pe 5 ianuarie 2000 la Socorro, New Mexico, în cadrul proiectului LINEAR. Asteroidul prezintă o orbită caracterizată de o semiaxă mare de 2,57 ua, o excentricitate de 0,20 și o înclinație de 3,9° în raport cu ecliptica.